# Soquete FM2
O Soquete FM2 é um soquete de CPU usado pelas APUs AMD Fusion Trinity, que foram lançadas no dia 27 de Setembro de 2012.  As placas-mãe para processadores AMD com o soquete FM2 utilizam o chipset A85X.